# 볼런티어 (노스캐롤라이나주)
볼런티어(Volunteer)는 미국 노스캐롤라이나주 스토크스 군에 예속된 비법인지구이다. 그러나 이 지역의 동부 또는 동남부의 마을로부터 약 3 마일(4.8 km) 떨어져 있는 곳에는 파일럿산이 위치하고 있다.